# Ed Carpenter

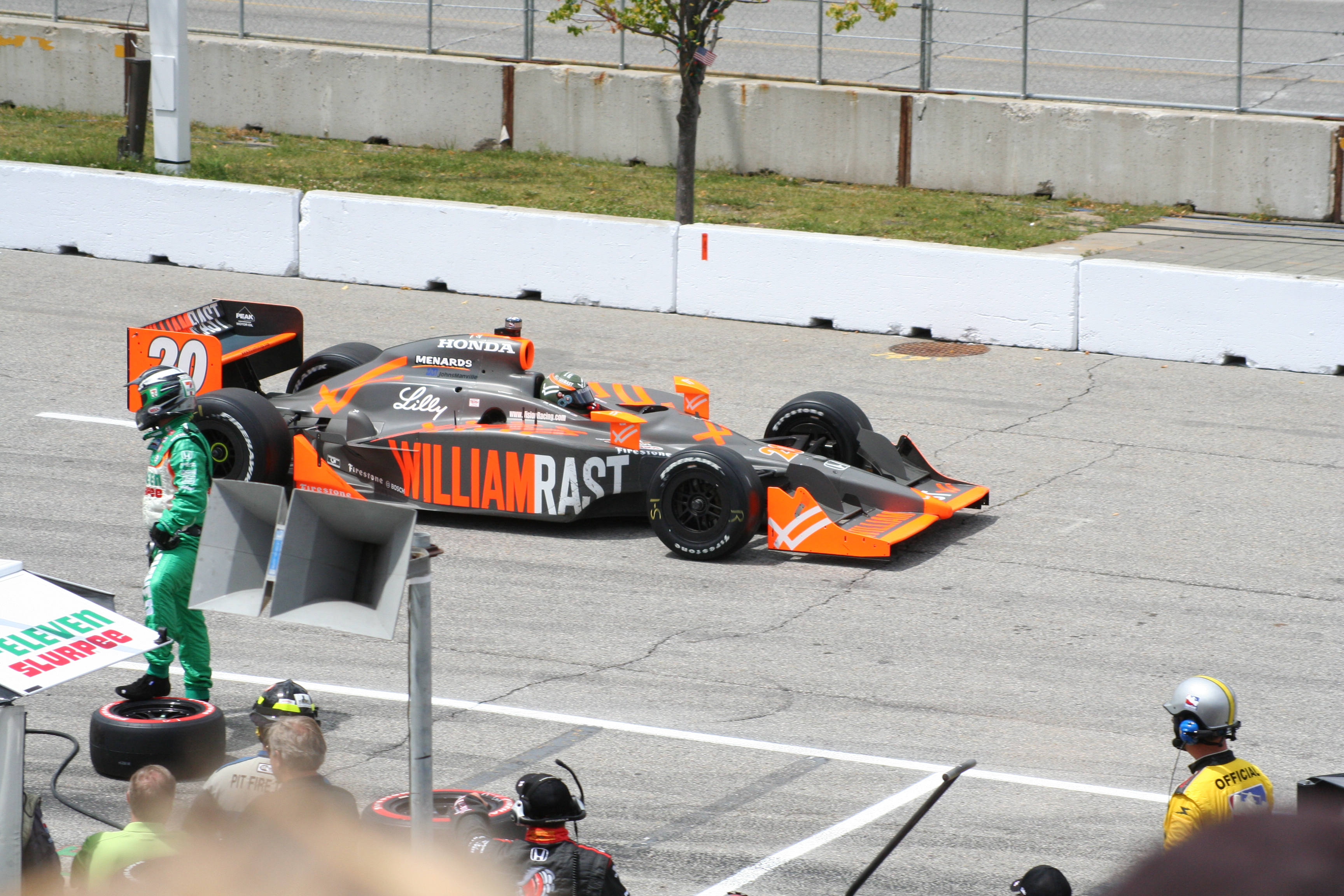
Ed Carpenter podczas wyścigu w Toronto w 2009 roku

Everette Edward Carpenter Jr (ur. 3 marca 1981 w Indianapolis) – amerykański kierowca wyścigowy.

## Kariera

### Początki kariery
Carpenter rozpoczął ściganie od wyścigów typu midget. W 2002 roku przeniósł się do samochodów jednomiejscowych i wystartował w Infiniti Pro Series w której zajął trzecie miejsce na koniec sezonu. Rok później powtórzył ten wynik zwyciężając także w jednym z wyścigów.

### IndyCar Series
Pod koniec sezonu 2003 zadebiutował w IRL IndyCar Series w zespole PDM Racing. W następnym sezonie zaliczył pełny cykl startów w barwach zespołu Cheever Racing i po raz pierwszy wystartował w wyścigu Indianapolis 500. Od sezonu 2005 był kierowcą zespołu Vision Racing należącego do Tony'ego George'a.
W 2006 roku podczas treningów przed pierwszym wyścigiem sezonu na torze Homestead uczestniczył w poważnym wypadku w którym śmierć poniósł Paul Dana (Dana wpadł z dużą prędkością na rozbity chwilę wcześniej bolid Carpentera). Carpenter wyszedł z wypadku jedynie z ogólnymi potłuczeniami, ale z ich powodu opuścił następny wyścig. Mimo to był to jego najlepszy sezon w dotychczasowej karierze. Po raz pierwszy udało mu się ukończyć wyścig w pierwszej piątce (na torze Chicagoland Speedway) a w końcowej klasyfikacji sezonu zajął 14. pozycję. W następnym sezonie nie poprawił tych wyników i w klasyfikacji zajął 15. miejsce.
Sezon 2008 rozpoczął się od połączenia serii IRL i Champ Car, przez co wzrosła liczba startujących i konkurencja na torze. Carpenter ponownie był w klasyfikacji 15. zajmując w wyścigach dwukrotnie piąte miejsce (na torach w Homestead i Indianapolis). W sezonie 2009 po raz pierwszy udało mu się ukończyć wyścig na podium (drugie miejsce na Kentucky Speedway). Dodatkowo bardzo regularnie dojeżdżał do mety (ukończył wszystkie poza jednym wyścigiem) i na koniec sezonu zajął 12. miejsce.
W sezonie 2010 ze względu na brak sponsorów zespół Vision Racing zawiesił działanie przez co Carpenter został bez zatrudnienia. W dalszej części sezonu udało się jednak wystawić dla niego samochód w kilku owalnych wyścigach przygotowany wspólnie przez Vision Racing i Panther Racing. Przyniosło to pierwsze pole position w karierze i kolejne drugie miejsce na torze Kentucky Speedway.
Na sezon 2011 Carpenter podpisał kontrakt z zespołem Sary Fisher na start w dziewięciu wyścigach (wszystkie tory owalne i wybrane drogowe). Tego roku ponownie szczęśliwy był dla niego tor Kentucky, 2 października odniósł na nim swoje pierwsze (a także zespołu Sarah Fisher Racing) zwycięstwo w serii IndyCar.
Sezon 2012 rozpoczął w swoim nowym zespole Ed Carpenter Racing, który założył wspólnie z Tonym George'em. W ostatnim wyścigu sezonu odniósł pierwsze zwycięstwo dla swojego zespołu.

## Starty w karierze
| Sezon | Seria                   | Zespół                | Starty | PP | Zwyc. | Punkty | Pozycja |
| ----- | ----------------------- | --------------------- | ------ | -- | ----- | ------ | ------- |
| 2002  | IRL Infiniti Pro Series | Sinden Racing         | 7      | 0  | 0     | 226    | 3.      |
| 2003  | IRL Infiniti Pro Series | A.J. Foyt Enterprises | 12     | 3  | 1     | 377    | 3.      |
| 2003  | IRL IndyCar Series      | PDM Racing            | 3      | 0  | 0     | 43     | 27.     |
| 2004  | IRL IndyCar Series      | Cheever Racing        | 16     | 0  | 0     | 245    | 16.     |
| 2005  | IRL IndyCar Series      | Vision Racing         | 17     | 0  | 0     | 244    | 18.     |
| 2006  | IRL IndyCar Series      | Vision Racing         | 14     | 0  | 0     | 252    | 14.     |
| 2007  | IRL IndyCar Series      | Vision Racing         | 17     | 0  | 0     | 309    | 15.     |
| 2008  | IRL IndyCar Series      | Vision Racing         | 18     | 0  | 0     | 320    | 15.     |
| 2009  | IRL IndyCar Series      | Vision Racing         | 17     | 0  | 0     | 321    | 12.     |
| 2010  | IRL IndyCar Series      | Vision Racing         | 4      | 1  | 0     | 90     | 28.     |
| 2011  | IRL IndyCar Series      | Sarah Fisher Racing   | 10     | 0  | 1     | 175    | 26.     |
| 2012  | IRL IndyCar Series      | Ed Carpenter Racing   | 15     | 0  | 1     | 261    | 18.     |
| 2013  | IRL IndyCar Series      | Ed Carpenter Racing   |        |    |       |        |         |

## Starty w Indianapolis 500
| Rok  | Nadwozie | Silnik    | Start | Wynik | Uwagi   |
| ---- | -------- | --------- | ----- | ----- | ------- |
| 2004 | Dallara  | Chevrolet | 16    | 31    | Wypadek |
| 2005 | Dallara  | Toyota    | 26    | 11    |         |
| 2006 | Dallara  | Honda     | 12    | 11    |         |
| 2007 | Dallara  | Honda     | 14    | 17    | Wypadek |
| 2008 | Dallara  | Honda     | 10    | 5     |         |
| 2009 | Dallara  | Honda     | 17    | 8     |         |
| 2010 | Dallara  | Honda     | 8     | 17    |         |
| 2011 | Dallara  | Honda     | 8     | 11    |         |
| 2012 | Dallara  | Chevrolet | 28    | 21    |         |